# Homogamia
Homogamia – termin z biologii, posiadający dwa znaczenia:
- w zoologii – wybieranie partnera podobnego fenotypowo do wybierającego;
- w botanice – dojrzewanie słupka i pręcików w danym kwiecie w tym samym czasie.